# Holm Sundhaussen

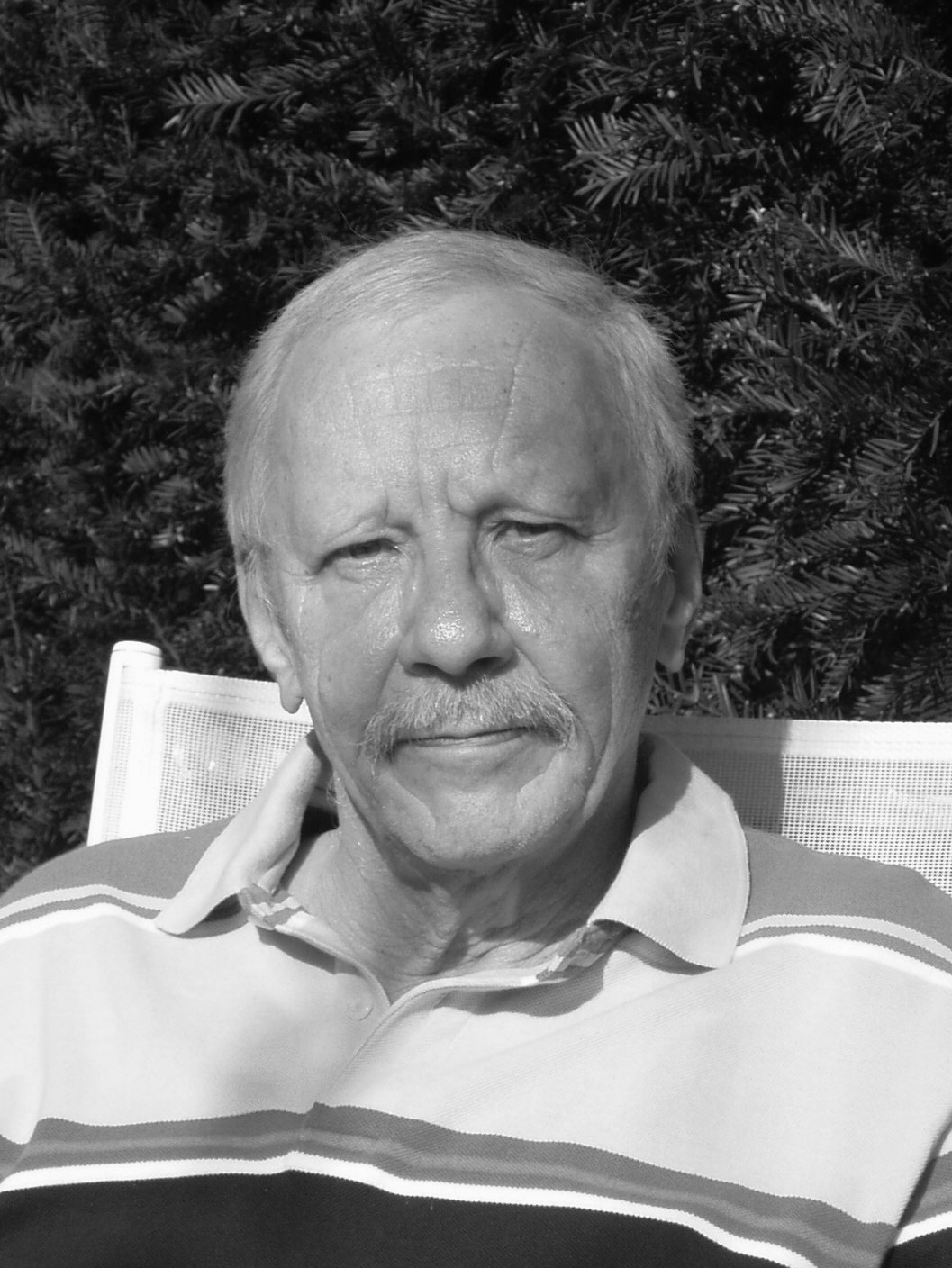
Holm Sundhaussen (2008)

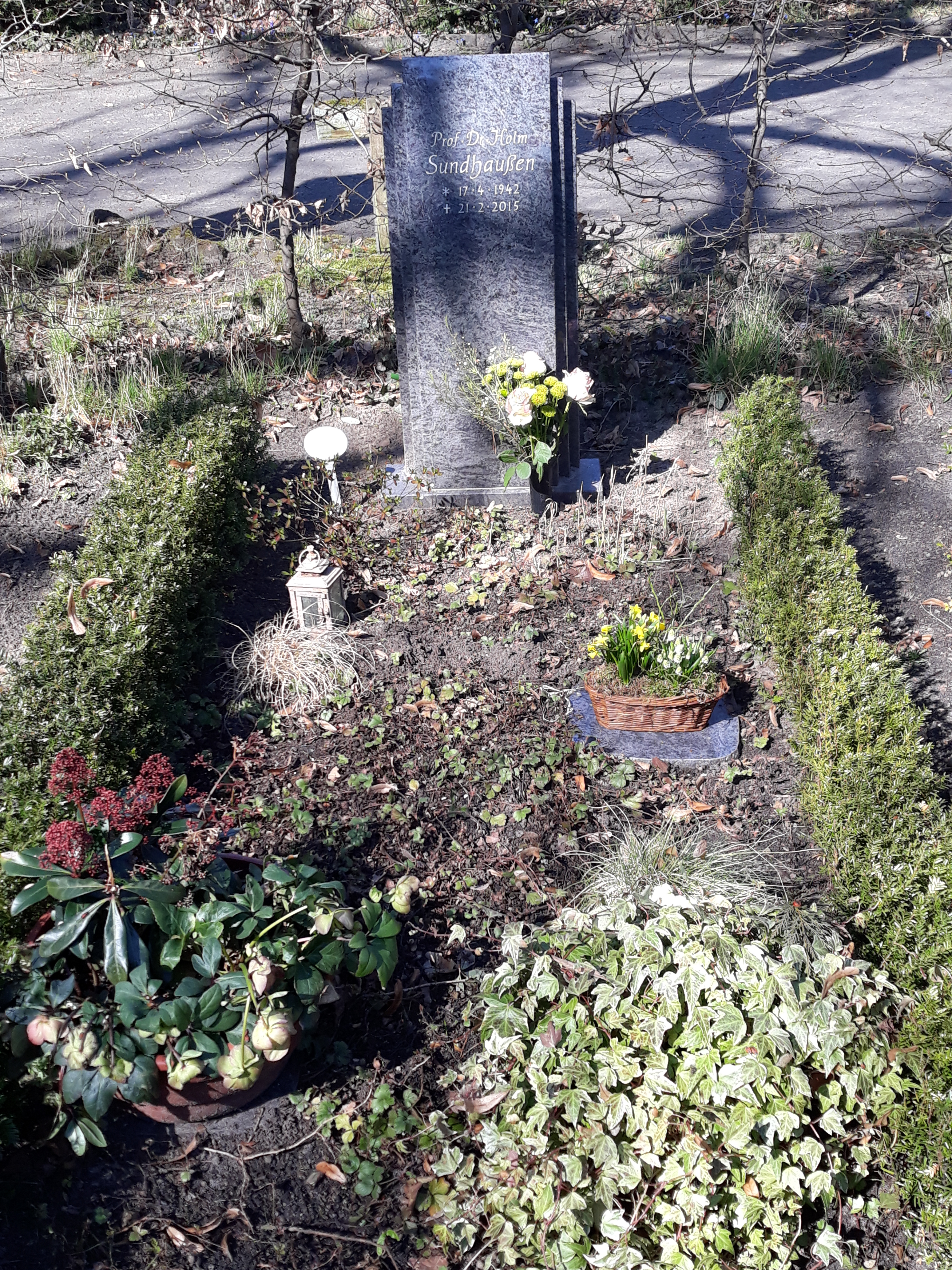
Das Grab von Holm Sundhaussen auf dem Friedhof Zehlendorf in Berlin

Holm Sundhaussen (* 17. April 1942 in Berlin; † 21. Februar 2015 in Regensburg) war ein deutscher Südosteuropa-Historiker.

## Leben und Wirken
Er studierte in den Jahren 1966 bis 1972 Ost- und Südosteuropäische Geschichte, Slavistik und Germanistik an der Ludwig-Maximilians-Universität München. Dort wurde er 1973 promoviert mit der Arbeit Der Einfluss der Herderschen Ideen auf die Nationsbildung bei den Völkern der Habsburger Monarchie. Seine 1981 an der Universität Göttingen angenommene Habilitationsschrift hat das Thema Wirtschaftsgeschichte Kroatiens im nationalsozialistischen Großraum 1941–1945. Von 1988 bis zu seiner Emeritierung 2007 war Sundhaussen Professor für Südosteuropäische Geschichte am Osteuropa-Institut der Freien Universität Berlin und von 1998 bis 2008 Kodirektor des Berliner Kollegs für vergleichende Geschichte Europas.
Von 1992 bis 1997 war er Sprecher des Graduiertenkollegs „Die Umgestaltungsprozesse in Ost- und Südosteuropa seit den 1980er Jahren und ihre historischen Grundlagen“; von 1998 bis 2003 fungierte er als gewählter Gutachter der Deutschen Forschungsgemeinschaft und war von 1998 bis 2005 Mitglied des Auswahlausschusses für die Vergabe der Roman-Herzog-Stipendien durch die Alexander von Humboldt-Stiftung. Holm Sundhaussen war Mitglied von wissenschaftlichen Beiräten mehrerer Institutionen, darunter des Centre for the Study of the Balkans, der Goldsmith University of London, der Balkan-Kommission der Österreichischen Akademie der Wissenschaften in Wien (bis 2008) und des Heidelberg Centre for Euro-Asiatic Studies.
Seine Arbeitsschwerpunkte waren die Geschichte Südosteuropas (Schwerpunkt 19./20. Jahrhundert), insbesondere Nationsbildung und Nationalismus, ethnische Konflikte, Wirtschafts- und Gesellschaftsgeschichte, sozialer Wandel und Erinnerungskulturen. Er war (Mit-)Herausgeber mehrerer Buchreihen und Zeitschriften, darunter Forschungen zur osteuropäischen Geschichte (bis 2012), Balkanologische Veröffentlichungen (beide im Harrassowitz-Verlag, Wiesbaden) und Südost-Forschungen (Oldenbourg-Verlag, München). Mit verschiedenen Projekten, u. a. im Rahmen des Stabilitätspaktes für Südosteuropa, engagierte sich Sundhaussen seit den 1990er Jahren für eine Intensivierung der geschichtswissenschaftlichen Kooperation zwischen den Ländern der Region sowie zwischen Deutschland und Südosteuropa.
Ende der 1990er Jahre entwickelte sich im Kontext der Neudefinition von area studies eine längere Debatte zwischen Maria Todorova (University of Illinois) und Sundhaussen über den Balkan als historischen Raum. Die Veröffentlichung von Sundhaussens 2007 erschienenem Standardwerk Geschichte Serbiens. 19.–21. Jahrhundert in serbischer Sprache verursachte im Frühjahr 2009 in Serbien eine gesellschaftliche Debatte über die Geschichte des Landes und die Möglichkeit, diese durch einen Ausländer korrekt darzustellen.
In dem 2012 publizierten Werk Jugoslawien und seine Nachfolgestaaten 1943–2011 war Sundhaussen bestrebt, eine Geschichte jenseits der nationalen Narrative zu schreiben. Dies galt insbesondere hinsichtlich der Ursachen des jugoslawischen Staatszerfalls und der Massengewalt in den 1990er Jahren. Unter Rekurs auf die internationale Gewaltforschung vertrat der Autor die These, dass Hass und Gewalt keine Nationalität haben, dass sie alles andere als ein „balkanisches“ Phänomen sind, sondern überall auftreten können, wo gewalthemmende Regelwerke von einflussreichen Akteuren außer Kraft gesetzt werden. Ähnlich argumentierte er in der 2014 veröffentlichten Monographie über Sarajevo, in der anlässlich des 100. Jahrestags des Attentats von 1914 die bewegte Geschichte der Stadt von ihrer Gründung 1462 bis zur Gegenwart dargestellt wird.
In einem Nachruf schrieb der Journalist Michael Martens über seine Schriften:

„Sundhaussens Bücher, Aufsätze und Debattenbeiträge sind voll von umsichtigen Einwänden gegen nationalistische oder andere tumbe Narrative. Das trug ihm das Kompliment ein, zugleich ‚Antiserbe‘ (in Serbien), ‚Antikroate‘ (in Kroatien) und ‚Antibosniake‘ (in Bosnien) zu sein.“

## Schriften (Auswahl)
Als Autor
- Der Einfluss der Herderschen Ideen auf die Nationsbildung bei den Völkern der Habsburger Monarchie. München 1973, ISBN 3-486-43841-7.
- Geschichte Jugoslawiens 1918–1980. Stuttgart 1982, ISBN 3-17-007289-7.
- Wirtschaftsgeschichte Kroatiens im nationalsozialistischen Großraum 1941–1945. Das Scheitern einer Ausbeutungsstrategie. Stuttgart 1983, ISBN 3-421-06150-5.
- Historische Statistik Serbiens 1834–1914. Mit europäischen Vergleichsdaten. München 1989, ISBN 3-486-55011-X (Digitalisat).
- Experiment Jugoslawien. Von der Staatsgründung bis zum Staatszerfall. Mannheim 1993, ISBN 3-411-10241-1.
- Geschichte Serbiens. 19.–21. Jahrhundert. Böhlau, Wien 2007, ISBN 978-3-205-77660-4.
  - serbische Ausgabe: Istorija Srbije. Od 19. do 21. veka. Übersetzt von Tomislav Bekić. Beograd 2009, ISBN 978-86-7102-320-7.
- Jugoslawien und seine Nachfolgestaaten 1943–2011. Eine ungewöhnliche Geschichte des Gewöhnlichen. 2. durchgesehene Auflage. Böhlau, Wien 2014, ISBN 978-3-205-78831-7.
- Sarajevo. Die Geschichte einer Stadt. Böhlau, Wien u. a. 2014, ISBN 978-3-205-79517-9.

Als Herausgeber
- mit Philipp Ther: Regionale Bewegungen und Regionalismen in europäischen Zwischenräumen seit der Mitte des 19. Jahrhunderts. Herder-Institut, Marburg 2003, ISBN 3-87969-306-4 (PDF).
- mit Edgar Hösch, Karl Nehring: Lexikon zur Geschichte Südosteuropas. Böhlau, Wien 2004, ISBN 3-8252-8270-8; 2., erw. u. akt. Aufl. 2016, ISBN 978-3-205-78667-2.
- mit Ulf Brunnbauer, Michael G. Esch: Definitionsmacht, Utopie, Vergeltung. „Ethnische Säuberungen“ im östlichen Europa des 20. Jahrhunderts. Lit, Berlin 2006, ISBN 3-8258-8033-8.
- mit Gabriella Schubert: Prowestliche und antiwestliche Diskurse in den Balkanländern und Südosteuropa. Sagner, München 2008, ISBN 978-3-86688-022-1.
- mit Detlef Brandes, Stefan Troebst: Lexikon der Vertreibungen. Deportation, Zwangsaussiedlung und ethnische Säuberung im Europa des 20. Jahrhunderts. Böhlau, Wien 2010, ISBN 978-3-205-78407-4.

Aufsätze im Internet
- Staatsbildung und ethnisch-nationale Gegensätze in Südosteuropa. 2003.
- Von „Lausanne“ nach „Dayton“. Ein Paradigmenwechsel bei der Lösung ethnonationaler Konflikte. 2005.
- Wenn ein Deutscher eine serbische Geschichte schreibt … Ein Beitrag zum (Miss)Verstehen des Anderen. 2006.
- Der Zerfall Jugoslawiens und dessen Folgen. 2008.
- Ein Europa mit variablen Grenzen. 2009.
- Vom Mythos Region zum Staat wider Willen. Metamorphosen in Bosnien-Herzegowina. (PDF; 4,3 MB). Aus dem Tagungsband Regionale Bewegungen und Regionalismen in europäischen Zwischenräumen seit der Mitte des 19. Jahrhunderts. S. 215 ff.